# Sveti Ćiril Turavski
Sveti Ćiril Turavski (1130. – 1182.) (bjeloruski: Кіры́ла Ту́раўскі, Kiryla Turaŭski) je bio pravoslavni biskup i svetac u pravoslavnoj crkvi. 
Jednim je od prvih i najprofinjenijih bjeloruskih bogoslova; živio je u južnom bjeloruskom gradu Turaŭu.

## Vanjske poveznice
- "Duhovni radovi sv. Ćirila Turavskog[neaktivna poveznica]